# Krubera peregrina
Krubera peregrina é uma espécie de planta com flor pertencente à família Apiaceae. 
A autoridade científica da espécie é (L.) Hoffm., tendo sido publicada em Genera Plantarum Umbelliferarum 103. 1814.

## Portugal
Trata-se de uma espécie presente no território português, nomeadamente no Arquipélago da Madeira (ocorre nas ilhas da Madeira e Porto Santo, não ocorre nas Selvagens e nas Desertas).
Em termos de naturalidade é nativa da região atrás indicada.

## Protecção
Não se encontra protegida por legislação portuguesa ou da Comunidade Europeia.